# Augusto Alberici
Augusto Alberici (Roma, settembre 1846 – 1922) è stato un pittore e antiquario italiano.

## Biografia
Nato a Trastevere, figlio di un capitano di marina di Gaeta e di madre romana. Si formò sotto Toglietti all'Accademia di San Luca, ottenne il precoce supporto di due mecenati, l'ingegnere Giovanni Battista Marotti e Giovanni Frontini. Dipinse principalmente panorami di battaglia o paesaggi, quali:
- La neve
- Anticoli
- Il ritorno dalla campagna
- La battaglia di Crescentino combattuta da Emanuele Filiberto
- Il passaggio di Giulio Cesare al Rubicone

Realizzò il sipario e l'attrezzatura scenica del teatro Vittorio Alfieri di Montemarciano, ancora oggi lì conservate.
All'attività di pittore affiancò quella di antiquario, collezionando presso la propria dimora una varietà di oggetti d'arte antica e di numismatica.